# Cao Zhongrong
Cao Zhongrong (曹忠荣S, Cáo ZhōngróngP; Shanghai, 3 novembre 1981) è un pentatleta cinese, vincitore di una medaglia d'argento ai Giochi olimpici di Londra 2012.

## Palmarès
In carriera ha conseguito i seguenti risultati:
- Giochi olimpici:

Londra 2012: argento nell'individuale.
- Mondiali:

Città del Guatemala 2006: bronzo nella gara a squadre.
Berlino 2007: argento nella gara a squadre.
Roma 2012: bronzo nella staffetta mista.
- Giochi asiatici:

Canton 2010: oro nell'individuale.